# Мост Мази (Дашкесанский район)
Мост Мази (арм. Մազի կամուրջ) — исторический пешеходный мост XII—XIII века через реку Кошкарчай, в 0,5 км к юго-западу от села Баян (Бананц) в Дашкесанском районе Азербайджанской Республики.
Толщина моста невелика, поэтому его и называли Мази («маз» по-армянски — «волос», то есть тонкий как волос).
Мост был разрушен в конце XIX века. Известно, что до 1988 года на обоих берегах реки Кошкарчай ещё стояли опоры моста.

## Другие мосты села Баян
В районе села через Кошкарчай были также переброшены исторические мост Болоранца (XVII век) и мост Мец.